# المعادي للتنمية والتعمير
شركة المعادي للتنمية والتعمير شركة مساهمة مصرية تأسست عام 1904، وهي إحدى الشركات التابعة للشركة القابضة للتشييد والتعمير التابعة لوزارة قطاع الأعمال العام.

## مشروعات الشركة
- معادي فيو (الشروق)
- معادي فيو (الكورنيش)
- MAADI VALLEY (الزهراء)
- الفسطاط ب(المعادي) [1][2][3][4][5]

## إنجازات الشركة
- مشروع الزهراء – المعادي عام (1989)
- مشروع دجلة المعادي عام (1994)
- مشروع المعادي الجديدة عام (1996)
- مشروع بني سويف الجديدة عام (2018)[6]

## وصلات خارجية
- المعادي للتنمية والتعمير